# Kang Kek Lew
Kang Kek Lew, znan tudi kot Kaing Guek Eav in Hang Pin, kamboški komunistični politik in varnostnik, * 17. november 1942 Choyaot, Provinca Kampong Thom, Kambodža † 2. september 2020 Phnom Penh, Kambodža.
Bil je član Rdečih Kmerov, ki so vladali Demokratični Kampučiji od leta 1975 do 1979. Potem ko je vodil vejo notranje varnostni (Santebal), je bil imenovan za nadzornika zaporniškega taborišča Toul Sleng (S-21). Nadziral je ta zapor, kjer je bilo na tisoče ljudi priprtih na zasliševanju in mučenju, nato pa je bilo na koncu večina teh zapornikov tudi usmrčenih. 
Bil je prvi član Rdečih Kmerov, ki ga je izredni senat na kamboškem sodišču aretiral zaradi zločinov proti človeštvu, umora in mučenja. Zaradi teh dejanj je bil obsojen na 30 let zaporne kazni. 2. februarja 2012 so izredni senati na sodiščih Kambodže njegovo kazen spremenili v dosmrtno zaporno kazen. 
Čeprav je bil odgovoren za smrt na tisoče ljudi, pa je, za razliko od drugih članov Rdečih Kmerov, zlasti Nuona Chea in Kheou Samphana, ki nista ne priznala in ne obžalovala njunih zločinov, Kang svojih zločinov ni ne zavrnil in jih ni niti branil. Priznal je, da je storil grozljive stvari; povedal je, da se je zato tudi kesal in da se je spreobrnil v krščanstvo. Med sojenjem je podrobneje opisal, kaj se je dogajalo v zaporu S-21 in v času vladanja režima Rdečih Kmerov, kar je pomagalo osvetliti odgovornost režima in drugih kadrov. Kang je umrl 2. septembra 2020, med prestajanjem svoje dosmrtne zaporne kazni.  